# Simon Bracke
Simon Bracke (Leuven, 17 november 1995) was een Belgische voetballer die als aanvallende middenvelder speelde. Hij stopte zelf zijn contract bij KVK Tienen.

## Clubcarrière
Bracke sloot zich in 2006 aan in de jeugd van Oud-Heverlee Leuven. Op 3 augustus 2014 debuteerde hij in de tweede klasse in de uitwedstrijd tegen Racing Mechelen. Hij mocht de volledige wedstrijd meedoen en zag zijn ploeg winnen met 0-1 na een vroeg doelpunt van Alessandro Cerigioni.